# Acido capobenico
L'acido capobenico, o trifartina, è un composto chimico di formula chimica {\displaystyle {\ce {C16H23NO6}}}

## Caratteristiche strutturali e fisiche
L'acido capobenico è un membro delle benzammidi ed è un composto achirale.
| N. di atomi pesanti                  | 23              |
| N. di donatori di legami a idrogeno  | 2               |
| N. di accettori di legami a idrogeno | 6               |
| N. di legami ruotabili               | 10              |
| Massa monoisotopica                  | 325,15253745 u  |
| Superficie polare                    | 94,1 Å²         |
| Sezione d'urto                       | 176,9 Å² [M+H]+ |

| Volume molare              | 278,9 ± 3,0 cm³      |
| Entalpia di vaporizzazione | 77,5 ± 3,0 kJ/mol    |
| Rifrattività molare        | 84,6 ± 0,3 cm³       |
| Polarizzabilità            | 33,6 ± 0.5 10⁻²⁴ cm³ |
| Tensione superficiale      | 42,2 ± 3,0 dyne/cm   |

## Farmacologia e tossicologia

### Effetti del composto e usi clinici
Il composto viene utilizzato come farmaco antiartimico e come vasodilatatore. Possiede inoltre proprietà antianginose rendendolo utile per ridurre il dolore al petto causato da una insufficiente irrorazione sanguigna del cuore. Viene utilizzato per il trattamento dell'infarto cardiaco.

### Tossicologia
La sostanza è classificata come un potenziale interferente endocrino.